# Herinneringsmedaille VN-Vredesoperaties
De Herinneringsmedaille VN-Vredesoperaties werd bij Koninklijk Besluit van 6 februari 1980 door koningin Beatrix ingesteld. De onderscheiding was nodig omdat Nederland bij meerdere vredesoperaties, die op een mandaat van de Veiligheidsraad van de Verenigde Naties teruggingen, was betrokken. 
Het Koninklijk Besluit sprak van een medaille "als beloning voor hen die van overheidswege hetzij gedurende ten minste drie maanden deel hebben uitgemaakt van een vredesmacht van de Verenigde Naties, hetzij gedurende een ten minste gelijke periode als waarnemer of in een soortgelijke functie bij enigerlei operatie van de Verenigde Naties tot handhaving van de internationale vrede en veiligheid zijn opgetreden, en daarbij in alle opzichten een goede plichtsbetrachting en een goed verdrag hebben betoond".
De secretaris-generaal van de Verenigde Naties heeft zelf ook meerdere Medailles voor Vredesmissies van de Verenigde Naties ingesteld voor de vredesmissies.

## De medaille
De Herinneringsmedaille VN-Vredesoperaties is een ronde, bronzen medaille een middellijn van 35 millimeter en wordt aan lint op de linkerborst gedragen. Op de voorzijde is een stalen helm met daarop de letters "VN" afgebeeld. De helm is gedeeltelijk gedekt door een lauwertak. Dit motief werd kort na de Tweede Wereldoorlog voor het eerst in het Mobilisatie-Oorlogskruis gebruikt.
De keerzijde vertoont het Nederlandse Rijkswapen.

## De acht linten
Nederland is zuinig met onderscheidingen en toen er onverwacht veel missies onder auspiciën van de Verenigde Naties werden uitgevoerd zag de legerleiding zich geconfronteerd met militairen die een hele reeks van Herinneringsmedailles voor VN-Vredesoperaties, ieder aan een ander lint, soms ook met op het lint de gesp "LIBANON 1979" of het op 14 oktober 1999 bij Koninklijk Besluit ingesteld "Herinneringsteken bijzondere missies".
De Nederlandse regering had in 1992 de gespen met de aanduiding van een gebied of de naam van een expeditie zoals dat op het Expeditiekruis en het Oorlogsherinneringskruis werd aangebracht afgeschaft. Men was overgestapt op een Decoratiestelsel dat overeenkwam met dat van de Verenigde Naties. Dit beleid houdt al sinds de Korea-oorlog in dat er één uniforme medaille is die bij iedere actie aan een ander lint wordt gehangen. 
In 2001 waren er al zes linten in gebruik zodat de situatie onoverzichtelijk werd. De Regering kwam op de beleidswijziging terug en stelde een Herinneringsmedaille Vredesoperaties in. In de toekomst zouden gespen worden ingesteld die op het lint van deze nieuwe medaille zouden worden gedragen.
De Herinneringsmedailles VN-Vredesoperaties werden toegekend voor de volgende achttien operaties:
- UNTSO, de controle op wapenstilstanden in het Midden-Oosten door de VN. Op het hoofdkwartier zijn ook Nederlandse militairen gedetacheerd.
- UNOC, vredesoperaties in de Democratische Republiek Congo van 1960 tot juni 1964
- UNDOF
- UNIPOM
- UNTEA
- UNYOM
- UNTAG
- UNAVEM I
- UNAVEM II
- UNAVEM III
- UNAMIR
- CMAC
- UNOMOZ
- UNOMUR
- UNTAES
- UNIPTF
- UNSCOM
- UNOPS

In al de bovenstaande gevallen wordt de Herinneringsmedaille VN-Vredesoperaties gedragen aan het in 1980 ingestelde witte lint met de lichtblauwe bies en de Nederlandse vlag in het midden. Met behulp van een gesp en een ster op de baton kon dit lint ook nog dienstdoen voor de veteranen van de missie in voormalig Joegoslavië.
De Herinneringsmedaille VN-Vredesoperaties wordt ook aan dit lint gedragen met det de gesp "LIBANON 1979" als herinnering aan de deelname aan het Nederlands Detachement VN gedurende operatie UNIFIL in Libanon in de periode van 14 maart 1979 tot 2 oktober 1983. Op de baton draagt men als aanduiding van de gesp een gebombeerde (puntige) ster.

## De afwijkende linten
Daarnaast zijn er medailles aan afwijkende linten uitgereikt ter herinnering aan deelname aan het Nederlands Detachement VN in het voormalige Joegoslavië, als onderdeel van de vredesoperaties UNPROFOR, UNPF, UNIPTF en UNMIBH) in de chaotische en gevaarlijke periode van juni 1992 tot 20 december 1995.
Er zijn ook bijzondere linten vervaardigd voor:
```
* deelname aan het Nederlands Detachement van de VN in 
Cambodja
 (
UNTAC
) in de periode 1992-1994.
```

```
* deelname aan het Nederlands Detachement van de VN in 
Haïti
 (
UNMIH II
) in de periode februari 1995 tot maart 1996.
```

```
* deelname aan het Nederlands Detachement van de VN op 
Cyprus
 (
UNFICYP
) in de periode mei 1998 tot mei 2001.
```

```
* deelname aan het Nederlands Detachement van de VN in 
Ethiopië
 en 
Eritrea
 (
UNMEE
) in 2001.
```

## Het Herinneringsteken Bijzondere Missies
Het "Herinneringsteken Bijzondere Missies", in feite niet meer dan een bronzen "M" op het lint, werd ingesteld bij Koninklijk besluit van 14 oktober 1999. Het Herinneringsteken wordt toegekend "aan hen die van overheidswege gedurende ten minste drie maanden aaneengesloten deel hebben uitgemaakt van een bijzondere VN-missie, mits voor die operatie niet een lint met andere kleuren is vastgesteld". Bij herhaalde deelname aan bijzondere missies wordt het Herinneringsteken voorzien van een Arabisch cijfer 2 of hoger.

## Afschaffing
De Herinneringsmedaille VN-Vredesoperaties en de Herinneringsmedaille Multinationale Vredesoperaties werden bij Koninklijk Besluit van 23 maart 2001 beide afgeschaft. Als vervanging werd diezelfde dag de Herinneringsmedaille Vredesoperaties ingesteld, die sinds 1 juli 2016 Herinneringsmedaille Internationale Missies heet.